# Baaghi 2
Baaghi 2 è un film del 2018 diretto da Ahmed Khan. Si tratta del remake del film telugu Kshanam e il suo sequel di Baaghi.

## Colonna sonora
1. Navraj Hans, Palak Muchhal – Mundiyan – 3:30
2. Shreya Ghoshal – Ek Do Teen – 4:04
3. Atif Aslam – O Saathi – 4:11
4. Jubin Nautiyal – Lo Safar
5. Ankit Tiwari, Shruti Pathak – Soniye Dil Nayi – 5:20
6. Pranaay, Anand Bhaskar, Jatinder Singh, Siddharth Basrur, Big Dhillon – Get Ready To Fight Again – 3:16